# Josep Bonet del Río
Josep Bonet del Río (Barcelona, 2 de maig de 1889 - Barcelona, 1965) fou un pintor, comerciant i polític barceloní.

## Biografia
Era fill de Carles Bonet i Duràn enginyer de professió nascut a Tarragona i de Emília del Río nascuda a Barcelona. Net de Francesc Bonet i Dalmau inventor del primer vehícle amb motor d'explosió a la Península Ibèrica, anomenat Tricicle Bonet. Es graduà com a perit industrial químic, però també treballà com a agent de la propietat industrial i pintor. Durant la dictadura de Primo de Rivera fou nomenat regidor de l'ajuntament de Barcelona en 1925, i durant el seu mandat fou regidor jurat de la Secció de Cultura i regidor ponent de colònies escolars. També fou soci de l'Associació de Pessebristes i cavaller de l'Orden de San Alberto Magno. El 1934 va fer una exposició de les seves obres a les Galeries Syra.
Durant la Guerra civil espanyola va donar suport al bàndol nacional, i després de l'ocupació de Barcelona per les tropes franquistes en 1939 fou nomenat segon tinent d'alcalde per l'alcalde de Barcelona Miquel Mateu i Pla. També fou nomenat delegat d'educació a Barcelona de la FET de las JONS. A proposta seva es va remodelar l'obelisc situat en l'encreuament de l'Avinguda del Caudillo amb el Passeig de Gracia i se li va retirar el medalló amb l'efígie de Pi i Margall i es va desmuntar l'estàtua al·legòrica de la República, obra de Josep Viladomat i Massanas.
El 1942 fou president del Reial Cercle Artístic de Barcelona i el 1950 secretari de la Reial Acadèmia Catalana de Belles Arts de Sant Jordi.